# Autisme
|  | Aquest article tracta sobre l'autisme «típic». Si cerqueu altres condicions que de vegades s'anomenen autisme, vegeu «Trastorn de l'espectre autista». |

L'autisme o trastorn de l'espectre autista (TEA) és un trastorn del neurodesenvolupament caracteritzat per diferències o dificultats en la comunicació i altres interaccions socials, una preferència per les situacions previsibles i la rutina, diferències en el processament de les entrades sensorials, interessos restringits i comportaments repetitius. Els pares solen notar signes en els primers dos o tres anys de vida dels seus fills. Aquests signes sovint es desenvolupen de forma gradual, encara que alguns nens amb autisme aconsegueixen les seves fites de desenvolupament a un ritme normal i després s'agreugen.
L'autisme és causat per una combinació de factors genètics i ambientals. Els factors de risc inclouen certes infeccions durant l'embaràs com la rubèola, així com el consum d'àcid valproic, alcohol o cocaïna durant l'embaràs. S'han rebutjat les controvèrsies sobre l'autisme envolten altres causes ambientals proposades, com per exemple les hipòtesis de la vaccina. L'autisme afecta el processament de la informació al cervell, alterant com es connecten i organitzen les cèl·lules nervioses i les seves sinapsis; però això encara no es coneix bé. En el DSM-5, l'autisme s'inclou dins del trastorn de l'espectre autista (TEA), juntament amb la síndrome d'Asperger (SA), el trastorn generalitzat del desenvolupament no especificat (PDD-NOS), i l'autisme d'alt funcionament o atípic (AAF).
Les intervencions de conducta intensives primerenques poden ajudar els nens amb autisme a adquirir habilitats d'autocura, habilitats socials i de comunicació. Encara que no hi ha cura coneguda, hi ha hagut casos de nens que s'han recuperat d'aquesta condició. No hi ha molts nens amb autisme que viuen independentment després d'arribar a la vida adulta, encara que alguns tenen èxit. S'ha desenvolupat una cultura autista, amb alguns individus que busquen una cura i uns altres que creuen que l'autisme s'ha d'acceptar com una diferència i no com un trastorn (vegeu Moviment dels drets dels autistes).
A nivell global, s'estima que l'autisme afecta a 24,8 milions de persones (2015). A la dècada del 2000, es va estimar que el nombre de persones afectades era d'entre 0,1% i 0,2% de la població mundial. Als països desenvolupats, aproximadament un 1,5% dels nens són diagnosticats amb trastorns de l'espectre autista (TEA), amb dades de 2017, més del doble del 0,6% als Estats Units d'Amèrica a l'any 2000. En homes es presenta de quatre a cinc vegades més sovint que en les dones, però sovint les dones el pateixen més severament que els homes. El nombre de persones diagnosticades ha augmentat dramàticament des de la dècada del 1960, en part a causa dels canvis de la pràctica del diagnòstic; encara no està resolta la qüestió de si les xifres reals han augmentat.
Sovint l'autisme, més que un problema que afecta una persona, és un trastorn d'incapacitat que afecta tota la família. L'atenció que necessita un nen o una nena amb autisme és molt exigent per a la família i estan exposats a múltiples reptes que tenen un impacte fort (emocional, econòmic i social).

## Història

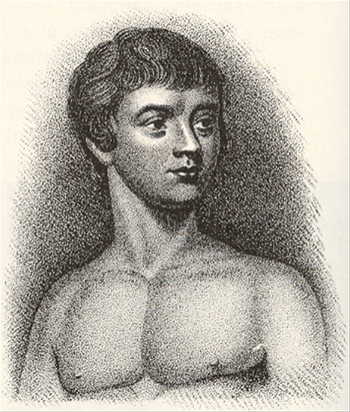
Retrat de Víctor d'Aveyron, un nen salvatge capturat el 1798, que mostrava possibles símptomes d'autisme

Alguns exemples de símptomes de l'autisme i tractaments es van descriure molt abans que fos anomenat «autisme». En les Converses de sobretaula (1556) de Martí Luter, compilat pel seu secretari, Mathesius, conté la història d'un noi de 12 anys que pot haver sigut un cas d'autisme sever. Segons els informes, Luter va pensar que el noi era una «massa de carn sense ànima posseïda pel diable», i va suggerir que ell sofria, encara que un crític posterior va posar en dubte la veracitat d'aquest informe. El primer cas ben documentat d'autisme és el d'Hugh Blair de Borgue, tal com es detalla en un cas judicial de 1747, en el qual el seu germà va sol·licitar amb èxit l'anul·lació del matrimoni d'Hugh per obtenir la seva herència. El nen salvatge d'Aveyron, un nen salvatge atrapat en 1798, va mostrar diversos signes d'autisme; l'estudiant de medicina Jean Itard el va tractar amb un programa de comportament dissenyat per a ajudar-lo a crear relacions socials i per a induir-lo a parlar mitjançant la imitació.
La paraula neollatina autismus (en català, 'autisme') va ser creada pel psiquiatre suís Eugen Bleuler el 1910 mentre definia els símptomes de l'esquizofrènia. Ell la va derivar de la paraula grega αὐτός (autós, que significa «a si mateix»), i la va utilitzar per a descriure una autèntica admiració mòrbida, referint-se a la «retirada autista (dins de si mateix) del pacient a les seves fantasies, contra la qual qualsevol influència de l'exterior es converteix en una pertorbació intolerable».

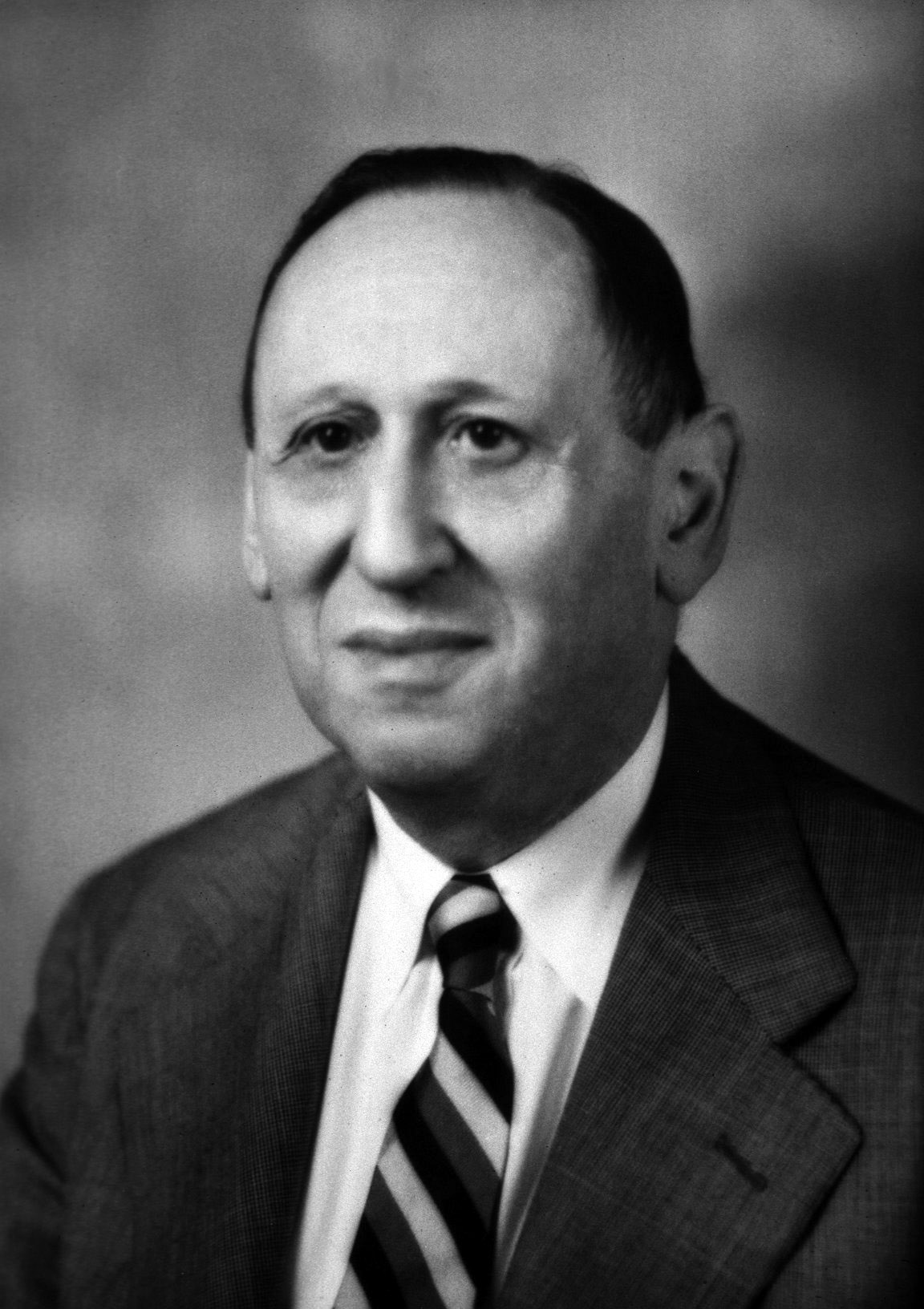
Leo Kanner va introduir l'etiqueta «autisme infantil precoç» en 1943

La paraula «autisme» va prendre el seu sentit més modern el 1938 quan Hans Asperger, de l'Hospital Universitari de Viena, va adoptar la terminologia «psicopatia autista» de Bleuler en una conferència en Alemanya sobre psicologia infantil. Asperger estava investigant un cas de trastorn de l'espectre autista, actualment conegut com a síndrome d'Asperger, encara que per diversos motius no va ser àmpliament reconegut com un diagnòstic independent fins a 1981. Leo Kanner, de l'Hospital Johns Hopkins, va utilitzar la paraula autisme en el seu sentit modern quan va introduir l'etiqueta «autisme infantil precoç» en un informe de 1943 d'onze nens amb comportaments semblants sorprenents. Gairebé totes les característiques descrites en el primer treball de Kanner sobre el tema, especialment la d'«autista solitari» i «insistència en la monotonia», encara es consideren típiques del trastorn de l'espectre autista. No se sap si Kanner va utilitzar el terme independentment d'Asperger.
Donald Triplett va ser la primera persona diagnosticada d'autisme. Va ser diagnosticat per Leo Kanner després de ser examinat per primera vegada el 1938, i va ser etiquetat com a «cas 1». Triplett es va destacar per les seves habilitats savants, particularment per poder anomenar notes musicals tocades en un piano i multiplicar mentalment nombres en un grau notable. El seu pare, Oliver, el va descriure com «socialment retirat però que estava interessat en patrons de números, notes musicals, lletres de l'alfabet i fotografies del president dels Estats Units». A l'edat de 2 anys, tenia la capacitat de recitar el Salm 23 i va memoritzar 25 preguntes i respostes del catecisme presbiterià. També estava interessat en crear cordes musicals.
La reutilització de la paraula «autisme» de Kanner va conduir a dècades de terminologia confusa amb l'esquizofrènia infantil, i l'enfocament de la psiquiatria infantil sobre la privació de l'amor maternal va generar idees errònies de l'autisme com a resposta dels infants a les «mares frigorífic».
A partir de finals de la dècada del 1960, l'autisme es va establir com una síndrome separada.
Fins a mitjans de la dècada del 1970 hi havia poca evidència d'un paper genètic en l'autisme, mentre que el 2007 ja es va acceptar que era una de les condicions psiquiàtriques més hereditàries. Tot i que l'augment d'associacions de pares i la destigmatització del TEA infantil han afectat la visió del TEA, els pares continuen sentint l'estigma social en situacions on el comportament autista del seu fill es percep negativament, i molts metges d'atenció primària i metges especialistes expressen algunes creences coherents amb l'antiga investigació de l'autisme.
No va ser fins al 1980 que el DSM-III va diferenciar «autisme» de l'«esquizofrènia infantil». El 1987, el DSM-III-R va proporcionar una llista de verificació per al diagnòstic de l'autisme. Al maig de 2013, es va publicar el DSM-5, actualitzant la classificació per a trastorns generals del desenvolupament. L'agrupació d'aquest trastorns, que incloïen el trastorn generalitzat del desenvolupament no especificat (PDD-NOS), l'autisme, la síndrome d'Asperger, la síndrome de Rett i el trastorn desintegratiu infantil, ha sigut eliminada i reemplaçada pel terme general de «trastorns de l'espectre autista» (TEA). Les dues categories que existeixen són alteracions en la comunicació social i / o la interacció, i comportaments restringits i / o repetitius.
La internet ha ajudat als individus autistes a esquivar la comunicació no verbal i compartir les emocions, que els resulta tan difícil de tractar, i els ha donat una forma de crear comunitats en línia i treballar de manera remota. Els aspectes sociològics i culturals de l'autisme s'han desenvolupat; alguns membres d'aquestes comunitats busquen una cura, mentre que altres creuen que l'autisme és simplement una altra forma de ser.

## Classificació
Tots els trastorns relacionats amb l'autisme són difícils de definir. La seva classificació és sovint objecte de debats multidisciplinaris. L'autisme «típic» (conegut també com a «autisme infantil» o «autisme de Kanner») és generalment reconegut com un dels trastorns de l'espectre autista (TEA), un grup de trastorns del neurodesenvolupament amb característiques semblants i difícils de separar (d'aquí l'ús del terme «espectre autista»).
Són diferenciats dins d'aquest espectre amb els noms: 
- trastorn generalitzat del desenvolupament no especificat (PDD-NOS)
- autisme típic, infantil o de Kanner
- síndrome d'Asperger (SA)
- autisme d'alt funcionament o atípic (AAF)

El TEA es caracteritza per problemes de comunicació i les interaccions socials, que interrompen el desenvolupament de l'individu. S'acompanyen d'interessos limitats o conductes repetitives. Aquests símptomes no impliquen malaltia, fragilitat o molèsties emocionals.
Hi ha moltes similituds entre l'autisme típic i la síndrome d'Asperger, que són considerats com els que estan situats en els dos extrems d'aquest espectre. L'autisme típic és distingeix de la síndrome d'Asperger principalment pel retard en l'aparició del llenguatge. La psicoanalista Maria Rhode va dir que la distinció entre l'autisme i la síndrome d'Asperger és recent. A més, en l'autisme típic pot haver-hi un retard mental, mentre que no n'hi ha cap en la síndrome Asperger. Entre els trastorns generalitzats del desenvolupament, l'autisme infantil i la síndrome d'Asperger reuneixen les característiques clàssiques de la tríada autista: comunicació, interacció social, i conducta repetitiva o interessos limitats. Es pot fer un diagnòstic de trastorn generalitzat del desenvolupament no especificat si un dels criteris del TGD no es compleix. La síndrome de Rett i el trastorn desintegratiu infantil (més rars, i que algunes fonts els inclouen al TEA i altres no), comparteixen punts comuns amb l'autisme, però tenen causes específiques o diferents desenvolupaments.
La terminologia de l'autisme pot ser desconcertant, amb autisme, la síndrome d'Asperger i PDD-NOS sovint anomenats trastorns de l'espectre autista (TEA) o, de vegades, trastorns autistes, mentre que l'autisme és sovint anomenat trastorn autista, autisme típic, autisme infantil o autisme de Kanner. En aquest article, l'autisme es refereix al trastorn autista clàssic; però en la pràctica clínica, l'autisme, el trastorn de l'espectre autista (TEA) i trastorn generalitzat del desenvolupament (PDD) s'utilitzen sovint de manera indistinta. El TEA, al seu torn, és un subconjunt del fenotip d'autisme més ampli, que descriu els individus que poden no tenir TEA, però que tenen característiques semblants als autistes, com ara evitar contactes visuals.
Les manifestacions de l'autisme abasten un ampli espectre, des d'individus amb deficiències greus (que no volen parlar, tenen un trastorn del desenvolupament, tanquen la mà, es balancegen...) fins a les persones d'alt funcionament que poden tenir enfocaments socials actius però diferenciats, interessos estretament centrats, i comunicació verbosa i pedant. Com que l'espectre de conducta és continu, els límits entre les categories de diagnòstic són necessàriament una mica arbitràries. De vegades, l'autisme es divideix en un «autisme de baix funcionament» (LFA), «autisme de mig funcionament» (MFA) i «autisme d'alt funcionament» (HFA), basat en els llindars del coeficient intel·lectual, o quant de suport necessita l'individu en la vida quotidiana; aquestes subdivisions no estan estandarditzades i són controvertides. L'autisme també es pot dividir en «autisme síndromal» i «autisme no síndromal»; l'«autisme sincrònic» s'associa amb una discapacitat intel·lectual greu o profunda o amb una síndrome congènita amb símptomes físics, com l'esclerosi tuberosa. Tot i que els individus amb la síndrome d'Asperger tendeixen a millorar més cognitivament que els que tenen autisme, l'amplitud de la superposició entre la síndrome d'Asperger, l'HFA i l'autisme no sindròmic no està clara.
Alguns estudis han informat de diagnòstics d'autisme en nens a causa d'una pèrdua de llenguatge o habilitats socials, a diferència d'un fracàs en el progrés, normalment dels 15 a 30 mesos d'edat. La validesa d'aquesta distinció continua sent controvertida; és possible que l'«autisme regressiu» (pèrdua d'aprenentatges que s'havien après anteriorment) sigui un subtipus específic, o que hi hagi un continu de conductes entre l'autisme amb i sense regressió.
La investigació sobre les causes ha estat obstaculitzada per la incapacitat d'identificar subgrups biològicament significatius dins de la població autista i pels límits tradicionals entre les disciplines de la psiquiatria, la psicologia, la neurologia i la pediatria. Les tecnologies més noves, com la fMRI i la imatges de ressonància magnètica de difusió, poden ajudar a identificar fenotips biològicament rellevants (trets observables) que es poden veure en exploracions cerebrals, per ajudar a continuar els estudis neurogenètics de l'autisme; un exemple és la reducció de l'activitat a l'àrea facial fusiforme del cervell, que s'associa amb la percepció deteriorada de les persones contra objectes. S'ha proposat classificar l'autisme utilitzant la genètica i la conducta.

## Característiques
L'autisme és un trastorn del neurodesenvolupament molt variable que apareix per primera vegada durant la infantesa o la joventut, i generalment segueix un curs constant sense remissió. Les persones amb autisme poden tenir disminuïts alguns aspectes, però tenir altres aspectes normals o fins i tot superiors. Els símptomes es comencen a percebre gradualment a partir dels sis mesos d'edat, s'estableixen als dos o tres anys i tendeixen a continuar fins a l'edat adulta, tot i que sovint de forma menys visible. Els símptomes no es distingeixen per si sols, sinó que s'aprecia una tríada característica de símptomes: discapacitats en la interacció social, discapacitats en la comunicació, i els interessos limitats i la conducta repetitiva. Altres aspectes, com ara l'alimentació atípica, també són freqüents però no són essencials per al diagnòstic. Els símptomes individuals de l'autisme es produeixen a la població general, però no semblen associades, sense una línia que separa les patologies greus dels trets comuns.

### El desenvolupament social
Els dèficits socials distingeixen l'autisme i els relacionats trastorns de l'espectre autista d'altres trastorns del desenvolupament. Les persones amb autisme tenen discapacitats socials i sovint no tenen l'empatia sobre els altres que moltes persones donen per fet. La zoòloga autista Temple Grandin va descriure la seva incapacitat per entendre la comunicació social dels neurotípics o persones amb desenvolupament neural normal, que el feien sentir «com un antropòleg a Mart».
El desenvolupament social inusual es fa evident des de la infància. Els infants autistes mostren menys atenció als estímuls socials, somriuen i miren a altres menys sovint i responen menys al seu propi nom. Els nens autistes difereixen més notablement de les normes socials; per exemple, tenen menys contacte visual i actiu, i no tenen la capacitat d'utilitzar moviments senzills per expressar-se, com ara assenyalar les coses. Els nens de tres a cinc anys amb autisme tenen menys probabilitats d'exposar la comprensió social, apropar-se a altres espontàniament, imitar i respondre a les emocions, comunicar-se de forma no verbal i empatitzar amb els altres. Tanmateix, estan molt units amb els seus cuidadors primaris. La majoria dels nens amb autisme mostren un lligam segur moderadament menor que els nens neurotípics, tot i que aquesta diferència desapareix en nens amb major desenvolupament mental o amb un TEA menys greu. Els adolescents i els adults amb TEA empitjoren en les proves de reconeixement de rostres i emocions, tot i que això pot ser degut en part a una menor capacitat de definir les emocions pròpies d'una persona.
Els nens amb autisme d'alt funcionament pateixen una solitud més intensa i freqüent en comparació amb els seus companys no autistes, malgrat la creença comuna que els nens amb autisme prefereixen estar sols. Sovint resulta difícil per als autistes fer i mantenir amistats. Per a ells, la qualitat de les amistats, i no el nombre d'amics, indica la solitud que senten. Les amistats funcionals, com les que generen les invitacions a festes, poden afectar la qualitat de vida de manera més profunda.
Hi ha molts informes anecdòtics, però pocs estudis sistemàtics, d'agressió i violència en individus amb TEA. Les dades limitades suggereixen que, en nens amb discapacitat intel·lectual, l'autisme s'associa amb agressions, destrucció de béns i rebequeries.

### La comunicació
Al voltant d'un terç a la meitat de les persones amb autisme no desenvolupen prou el discurs natural per satisfer les seves necessitats diàries de comunicació. Les diferències en la comunicació poden estar presents des del primer any de vida, i poden incloure l'inici tardà de balboteig, gestos inusuals, disminució de la capacitat de resposta i patrons vocals que no estan sincronitzats amb el cuidador. En el segon i el tercer any, els nens amb autisme poden fer, amb menys freqüència i menys diversitat, balboteigs, consonants, paraules i combinacions de paraules; els seus gestos s'integren amb menys freqüència amb les paraules. Els nens amb autisme tenen menys probabilitats de fer sol·licituds o compartir experiències, i són més propensos a repetir les paraules d'altres (ecolàlia) o inversions pronominals. Sembla necessària l'atenció compartida per al discurs funcional, i els dèficits en l'atenció compartida semblen distingir els infants amb TEA: per exemple, poden observar una mà apuntant en comptes de l'objecte assenyalat, i no observen constantment els objectes en ordre per comentar o per compartir una experiència. Els nens amb autisme poden tenir dificultats amb el joc imaginari i amb el desenvolupament de símbols en el llenguatge.
En un parell d'estudis, nens autistes i nens autistes d'alt funcionament (amb QI de 70 o més) entre 8 i 15 anys van tenir un rendiment igual en els mateixos controls individuals de tasques bàsiques de llenguatge, que van incloure vocabulari i ortografia. Tots dos grups autistes van ser pitjors en els controls de tasques complexes de llenguatge, com ara el llenguatge figurat, la comprensió i la inferència. Com que sovint les persones donen per fet que els altres tenen les seves mateixes habilitats lingüístiques bàsiques, aquests estudis suggereixen que les persones que parlen amb individus autistes tenen més probabilitats de sobreestimar el que el seu oient comprèn.

### La conducta repetitiva

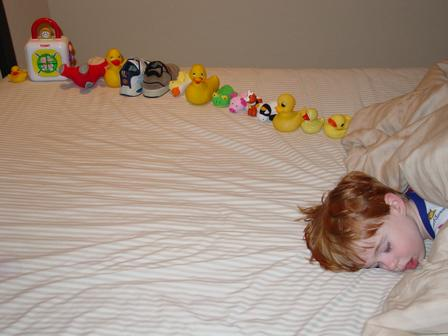
Un noi jove amb autisme que ha alineat les seves joguines

Els individus autistes poden mostrar moltes formes de conductes repetitives i d'interessos limitats, que l'Escala Compacta Repetitiva - Revisada (Repetitive Compact Scale-Revised, RBS-R) classifica de la manera següent:
- Conducta estereotipada: moviments repetitius, com ara aleteig dels braços (flapping), giraments del cap o balanceig corporal.
- Conducta compulsiva: comportaments que un individu se sent obligat a executar de forma repetida o d'acord amb regles rígides i que consumeixen temps per reduir l'ansietat, com posar objectes en un ordre específic, comprovar les coses o rentar-se les mans.
- Monotonia: Resistència al canvi, com per exemple no voler que els mobles es moguin o a no ser interromputs.
- Conducta ritual: patró invariable d'activitats diàries, com ara un menú sense canvis o ficar-se la roba sempre en el mateix ordre. Això està estretament relacionat amb la monotonia i amb una validació independent, i s'ha suggerit combinar aquests dos factors.[74]
- Interessos limitats (o restringits): interessos o fixacions que són anormals en el tema o en la intensitat d'enfocament, com ara la preocupació per un únic programa de televisió, joguina o joc.
- Autolesió: Conductes que causen danys a un mateix, com ara empènyer els ulls amb els dits, esgarrapar-se la pell, mossegar-se les mans i fer-se cops al cap.[10]

No hi ha cap conducta repetitiva o d'autolesió que sembli específic de l'autisme, però l'autisme sembla tenir un patró elevat d'ocurrència i gravetat d'aquestes conductes.

### Altres símptomes

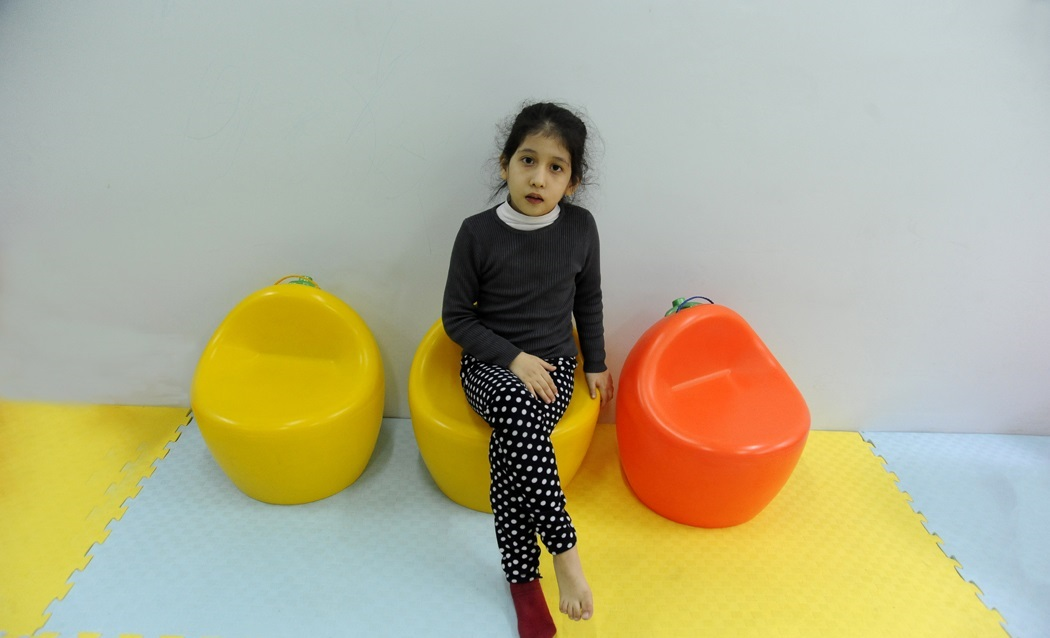
Una noia amb autisme

Les persones autistes poden tenir símptomes independents del diagnòstic, però això pot afectar l'individu o a la família. S'estima que entre un 0,5% i un 10% d'individus amb trastorn de l'espectre autista (TEA) demostren habilitats inusuals, que van des de les habilitats específiques com la memorització de trivialitats fins als talents extraordinàriament rars com els prodigiosos autistes savants. Moltes persones amb TEA mostren habilitats superiors en percepció i atenció, en relació amb la població general. Les anomalies sensorials es troben en més del 90% de les persones amb autisme i són considerades funcions bàsiques per part d'alguns, tot i que no hi ha cap bona evidència que els símptomes sensorials distingeixin l'autisme d'altres trastorns del desenvolupament. Les diferències són més grans per a la manca de resposta (per exemple, caminar distret) que per l'excès de resposta (per exemple, l'angoixa amb els sorolls forts) o per a la recerca de sensacions (per exemple, els moviments rítmics). S'estima que el 60% - 80% de les persones autistes tenen signes motrius que inclouen un to muscular deficient, una mala planificació motora i caminar de puntetes; els dèficits en la coordinació motora són prevalents a través del TEA i són més grans en el propi autisme.
La conducta alimentària inusual es produeix en prop de les tres quartes parts dels nens amb TEA, en la mesura que abans era un indicador de diagnòstic. La selecció d'aliments és el problema més freqüent, encara que també es produeixen rituals alimentaris i rebuig alimentari; però això no sembla produir malnutrició. Encara que alguns nens amb autisme també presenten símptomes gastrointestinals, hi ha manca de dades rigoroses publicades per donar suport a la teoria que els nens amb autisme tenen més o menys símptomes gastrointestinals que els habituals; els estudis aporten resultats contradictoris, i la relació entre els problemes gastrointestinals i el TEA no està clara.
Els pares de nens amb TEA tenen nivells més alts d'estrès. Els germans de nens amb TEA tenen una major admiració i menys conflictivitat amb el germà afectat que els germans de nens no afectats, i eren semblants als germans de nens amb la síndrome de Down en aquests aspectes de la relació entre germans. No obstant això, tenen nivells més baixos de proximitat i intimitat que els germans de nens amb síndrome de Down. Quan són adults, els germans de les persones amb TEA solen tenir un major risc de malestar i relacions de germans més pobres.

## Causes
Durant molt de temps s'ha suposat que hi ha una causa comuna en els nivells genètics, cognitius i neurals per a la tríada característica dels símptomes de l'autisme. Tanmateix, hi ha una creixent sospita que l'autisme és, en canvi, un trastorn complex on els aspectes bàsics tenen distintes causes que sovint coexisteixen.

La deleció (1), la duplicació (2) i la inversió (3) són totes les mutacions cromosòmiques que estan relacionades amb l'autisme.

L'autisme té una forta base genètica, tot i que la genètica de l'autisme és complexa i no és clar si el TEA s'explica més per mutacions poc freqüents amb grans efectes o per rares interaccions de diversos gens de variants genètiques comunes. La complexitat sorgeix a causa de les interaccions entre diversos gens, el medi ambient i els factors epigenètics que no modifiquen la seqüenciació d'ADN, sinó que són hereditaris i influeixen en l'expressió gènica. Molts gens s'han associat amb l'autisme mitjançant la seqüenciació dels genomes de les persones afectades i els seus pares; hi ha estudis que suggereixen emfàticament que algunes persones tenen una predisposició genètica a l'autisme. En famílies amb un nen autista, el risc de tenir un altre nen amb el mateix trastorn és d'entre un 5 i un 20%. Aquest percentatge és més elevat que el risc que corre la població general. Els estudis de bessons suggereixen que l'herència és de 0,7 per a l'autisme i fins a 0,9 per al TEA, i els germans d'autistes tenen més de 25 vegades més probabilitats de ser autistes que la població general. No obstant això, encara no s'han identificat la majoria de les mutacions que augmenten el risc d'autisme. Normalment, l'autisme no es pot localitzar en una mutació mendeliana (d'un sol gen) ni a una única mutació cromosòmica, i cap dels síndromes genètics associats amb el TEA s'ha demostrat que causa selectivament TEA. S'han localitzat nombrosos gens candidats, amb només petits efectes atribuïbles a qualsevol gen en particular. La majoria dels loci individuals expliquen menys d'un 1% dels casos d'autisme. La gran quantitat d'individus autistes amb membres de la família no afectades poden derivar de variacions estructurals espontànies, com ara delecions, duplicacions o inversions en el material genètic durant la meiosi. Per tant, una fracció substancial dels casos d'autisme pot ser rastrejable a causes genètiques que són altament heretades, però no heretades: és a dir, la mutació que causa l'autisme no està present en el genoma parental.
Diverses línies d'evidència apunten a la disfunció sinàptica com a causa de l'autisme. Algunes mutacions poc freqüents poden conduir a l'autisme pertorbar algunes vies sinàptiques, com les que intervenen en l'adherència cel·lular. Els estudis de reemplaçament de gens en ratolins suggereixen que els símptomes autistes estan estretament relacionats amb els passos de desenvolupament posteriors que depenen de l'activitat en les sinapsis i els canvis activitat-dependència. Tots els teratògens coneguts (agents que causen malalties congènites) relacionats amb el risc d'autisme semblen actuar durant les primeres vuit setmanes de la fecundació, i tot i que això no exclou la possibilitat que l'autisme es pugui iniciar o ser afectat més endavant, hi ha proves sòlides que l'autisme sorgeix molt d'hora en el desenvolupament.
L'exposició a la contaminació de l'aire durant l'embaràs, especialment de metalls pesants i partícules, pot augmentar el risc d'autisme. Els factors ambientals que s'han afirmat sense proves que contribueixen a l'autisme o a exacerbar-lo inclouen determinats aliments, malalties infeccioses, dissolvents, PCB, ftalats i fenols utilitzats en productes plàstics, plaguicides, retardants de flama bromats, alcohol, tabac, drogues il·lícites, vaccins, i l'estrès prenatal. Alguns, com el vaccí triple víric, han estat totalment desmentits.
Els pares poden ser conscients dels símptomes autistes en el seu fill al voltant del moment d'una vaccinació rutinària. Això ha donat lloc a que les teories no recolzades culpen al vaccí «sobrecàrregat», un vaccí conservador, o el vaccí triple víric de causar autisme. Aquesta última teoria va ser recolzada per un estudi finançat per litigis que s'ha demostrat que ha sigut «un frau elaborat». Tot i que aquestes teories no tenen evidència científica convincent i són biològicament inaceptables, la preocupació dels pares sobre un possible vincle dels vaccins amb l'autisme ha conduït a taxes més baixes d'immunitzacions infantils, brots de malalties infantils prèviament controlades en alguns països i la mort evitable d'alguns nens.

## Mecanismes
Els símptomes de l'autisme resulten dels canvis relacionats amb la maduració en diversos sistemes del cervell. No es coneix bé com ocorre l'autisme. El seu mecanisme es pot dividir en dues àrees: la fisiopatologia de les estructures cerebrals, i els processos associats a l'autisme i els vincles neuropsicològics entre les estructures cerebrals i les conductes. Els comportaments semblen tenir múltiples fisiopatologies.

### Fisiopatologia

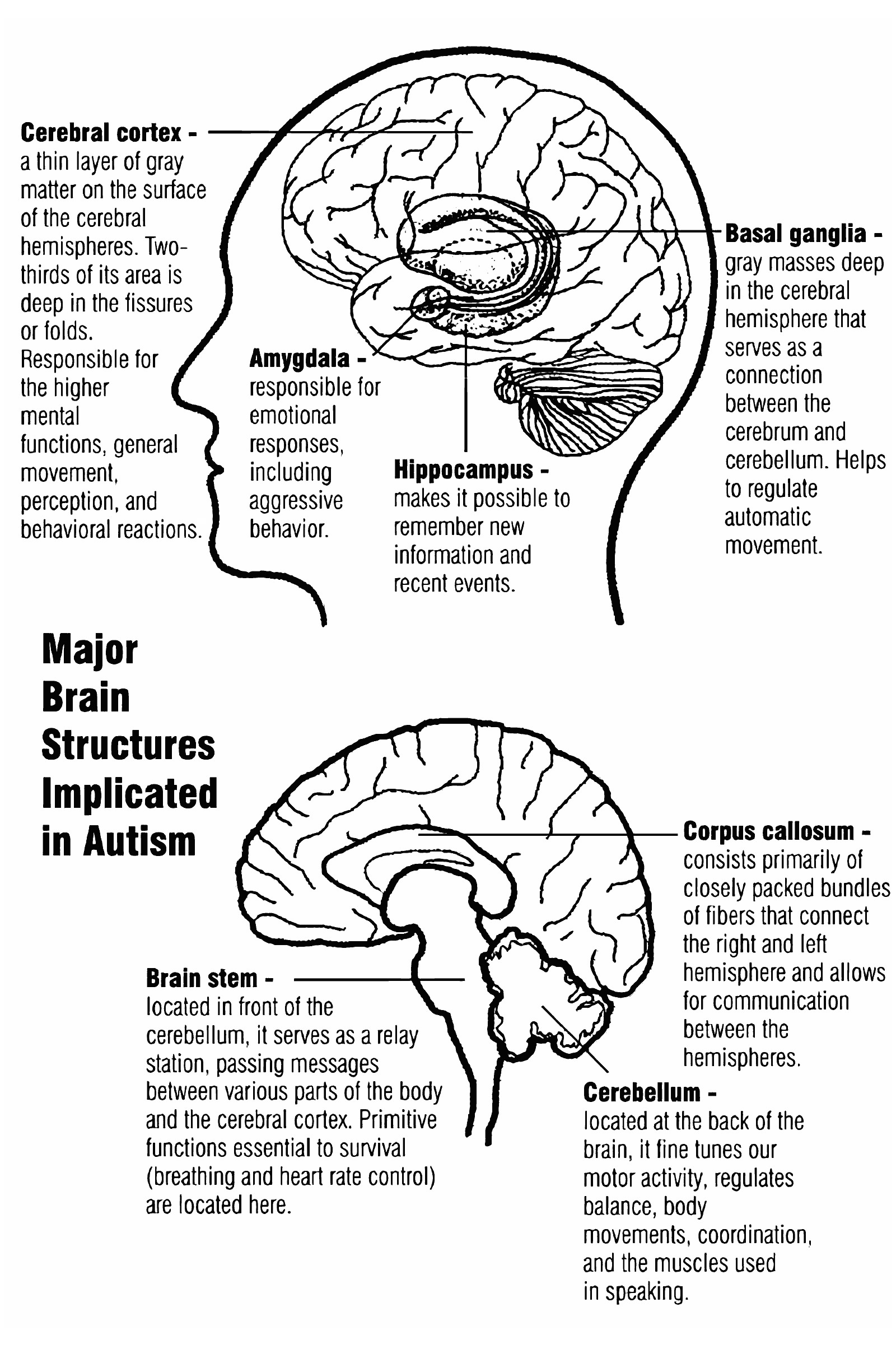
L'autisme afecta l'amígdala, el cerebel i moltes altres parts del cervell.

A diferència de molts altres trastorns cerebrals, com el de Parkinson, l'autisme no té un mecanisme d'unificació clar a nivell molecular, cel·lular o de sistemes; no se sap si l'autisme són un parell de trastorns causats per mutacions que convergeixen en algunes vies moleculars comunes o són (com la discapacitat intel·lectual) un gran nombre de trastorns amb diversos mecanismes. L'autisme sembla el resultat de factors de desenvolupament que afecten a molts o tots els sistemes funcionals del cervell i que alteren el temps del desenvolupament del cervell. Els estudis neuroanatòmics i les associacions amb teratògens suggereixen amb força que el mecanisme de l'autisme inclou l'alteració del desenvolupament del cervell més enllà de l'habitual poc després de la concepció. Aquesta anomalia sembla començar una cascada d'esdeveniments patològics en el cervell que estan significativament influïts pels factors ambientals. Després del naixement, els cervells dels nens amb autisme tendeixen a créixer més ràpid que l'habitual, seguit d'un creixement normal o relativament més lent en la infància. No se sap si el creixement excessiu es produeix en tots els nens amb autisme. Sembla ser el més destacat en les àrees cerebrals subjacents al desenvolupament d'una especialització cognitiva més alta.
Les hipòtesis per a les bases cel·lulars i moleculars del creixement precoç patològic són les següents:
- Un excés de neurones que provoquen una desconnexió local a les regions cerebrals clau.[106]
- Migració neuronal alterada durant la primera etapa de la gestació.[107][108]
- Xarxes inhibitòries-excitatòries desequilibrades.[108]
- Formació anormal de sinapsis i espines dendrítiques,[108] com per exemple mitjançant la modulació del sistema d'adherència cel·lular neurexina-neuroligina,[109] o per la síntesi mal regulada de proteïnes sinàptiques.[110][111] El desenvolupament sinàptic altercat també pot contribuir a l'epilèpsia, el que pot explicar per què s'associen les dues condicions.[112]

Es creu que el sistema immunitari té un paper important en l'autisme. Els investigadors han descobert que els nens amb autisme tenen inflamació dels sistemes immune perifèrics i centrals, tal com s'indica mitjançant un augment dels nivells de citocines proinflamatòries i una activació significativa de la micròglia. També s'han associat els biomarcadors de la funció immune anormal amb un augment de les deficiències en les conductes característiques bàsiques de l'autisme, com ara els dèficits en les interaccions socials i la comunicació. Les interaccions entre el sistema immunitari i el sistema nerviós comencen a principis de la fase embrionària de la vida i el desenvolupament neurològic reeixit depèn d'una resposta immune equilibrada. Es pensa que l'activació del sistema immunitari de la mare embarassada, com els tòxics mediambientals o la infecció, pot contribuir a causar autisme degut a una disrupció del desenvolupament del cervell. Això és compatible amb estudis recents que han descobert que la infecció durant l'embaràs està associada a un major risc d'autisme.
La relació dels neuroquímics amb l'autisme encara no és ben entesa; s'han dut a terme diverses investigacions, amb la major evidència del paper de la serotonina i de les diferències genètiques en el seu transport. El paper dels receptors de glutamat metabotròpic del grup I (mGluR) en la patogènesi de la síndrome X fràgil, la causa genètica més freqüent de l'autisme, ha generat interès en les possibles implicacions per a futures investigacions d'autisme en aquesta via. Algunes dades suggereixen un creixement excessiu neuronal potencialment relacionat amb l'augment de diverses hormones de creixement o la regulació alterada dels receptors del factor de creixement. A més, estan associats amb l'autisme alguns errors innats del metabolisme, però probablement representen menys del 5% dels casos.
La teoria de l'autisme del sistema de neurones mirall (Mirror Neuron System, MNS) explica la hipòtesi que la distorsió en el desenvolupament del MNS interfereix amb la imitació i condueix a les característiques bàsiques de l'autisme de les dificultats de comunicació i discapacitat social. El MNS opera quan un animal fa una acció o observa un altre animal que ha fa la mateixa acció. El MNS pot contribuir a la comprensió d'un individu d'altres persones, ja que permet la modelització del seu comportament a través de la simulació incorporada de les seves accions, intencions i emocions. Diversos estudis han provat aquesta hipòtesi demostrant anomalies estructurals en regions de MNS d'individus amb TEA, com el retard en l'activació en el circuit central d'imitació en individus amb síndrome d'Asperger, i una correlació entre l'activitat MNS reduïda i la severitat de la síndrome en nens amb TEA. Tanmateix, les persones amb autisme també tenen una activació anormal del cervell en molts circuits fora del MNS i la teoria del MNS no explica el rendiment normal dels nens amb autisme en tasques d'imitació que impliquen un objectiu o objecte.

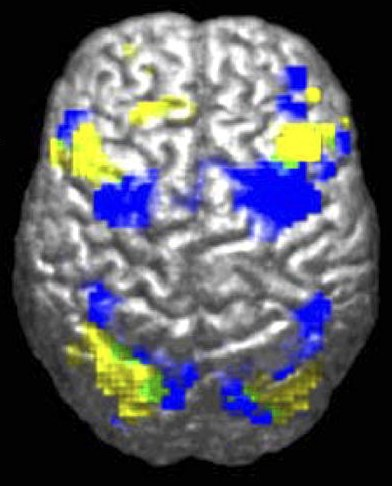
Els individus autistes solen utilitzar diferents àrees del cervell (groc) per a una tasca de moviment en comparació amb un grup de control (blau).

Els patrons relacionats amb el TEA de baix funcionament i l'activació aberrant en el cervell varien segons si el cervell fa tasques socials o no socials. A l'autisme hi ha evidència de la menor connectivitat funcional de la xarxa per defecte, una xarxa cerebral a gran escala implicada en el processament social i emocional, amb una connectivitat intacta de la xarxa de tasques positives, que s'utilitza en una atenció permanent i en un pensament orientat a objectius. En les persones amb autisme, les dues xarxes no es correlacionen negativament a temps, la qual cosa suggereix un desequilibri en l'alternança entre les dues xarxes, possiblement reflectint una pertorbació del pensament autoreferencial.
La teoria de la subconnectivitat de l'autisme explica la hipòtesi que l'autisme està marcat per la insuficient connexió neuronal d'alt nivell i la sincronització, juntament amb un excés de processos de baix nivell. S'han trobat proves d'aquesta teoria en els estudis de neuroimatges funcionals sobre individus autistes i per un estudi d'ones cerebrals que suggereix que els adults amb TEA tenen una sobreconexió local en el còrtex cerebral i unes febles connexions funcionals entre el lòbul frontal i la resta del còrtex. Altres evidències suggereixen que la subconnexió està principalment dins de cada hemisferi del còrtex i que l'autisme és un trastorn de l'associació del còrtex.
A partir d'estudis basats en potencials d'esdeveniments relacionats, els canvis transitoris en l'activitat elèctrica del cervell en resposta als estímuls, hi ha evidència considerable de diferències en individus autistes pel que fa a l'atenció, l'orientació als estímuls auditius i visuals, la detecció de novetats, el processament del llenguatge i la cara, i emmagatzematge d'informació; diversos estudis han trobat una preferència per als estímuls no socials. Per exemple, els estudis de magnetoencefalografia han trobat evidència en nens amb autisme de respostes posteriors en el processament cerebral dels senyals auditius.
A l'àrea genètica, s'han trobat relacions entre l'autisme i l'esquizofrènia basades en duplicacions i eliminacions de cromosomes; la investigació va demostrar que l'esquizofrènia i l'autisme són significativament més freqüents en combinació amb la síndrome de deleció 1q21.1. La investigació sobre les relacions d'autisme / esquizofrènia per al cromosoma 15 (15q13.3), el cromosoma 16 (16p13.1) i el cromosoma 17 (17p12) encara no està completa.
Els estudis de connectivitat funcional han trobat hipoconnectivitat i hiperconnectivitat en el cervell de persones amb autisme. Sembla dominar la hipoconnectivitat, especialment per a la connectivitat funcional interhemisfèrica i còrtex-còrtex.

### Neuropsicologia
S'han proposat dues grans categories de teories cognitives sobre els vincles entre el cervell autista i la conducta:
- La primera categoria se centra en els dèficits en la cognició social. La teoria de l'empatització-sistematització de Simon Baron-Cohen postula que els individus autistes poden «sistematitzar» (és a dir, poden desenvolupar normes internes de funcionament per fer front als esdeveniments a l'interior del cervell), però són menys efectius a l'hora d'empatitzar els esdeveniments generats per altres agents. Una extensió és la teoria extrema del cervell masculí, hipòtesi que l'autisme és un cas extrem de «cervell masculí», definit psicomètricament com a individus en què la «sistematització» és millor que l'«empatització».[138] Aquestes teories estan una mica relacionades amb l'enfocament anterior de la teoria de la ment de Baron-Cohen, que diu que el comportament autista prové de la incapacitat d'atribuir els estats mentals a un mateix i als altres. La hipòtesi de la teoria de la ment és recolzada per les respostes atípiques dels nens amb autisme al test de Sally-Anne per raonar sobre les motivacions dels altres,[138] i la teoria del sistema de neurones mirall de l'autisme descrit en l'apartat de fisiopatologia representa bé aquesta hipòtesi.[125] Tanmateix, la majoria dels estudis no han trobat proves de discapacitat en la capacitat dels individus autistes d'entendre les intencions o objectius bàsics d'altres persones; al contrari, les dades suggereixen que es detecten alteracions en la comprensió d'emocions socials més complexes o en considerar els punts de vista d'altres.[139]

- La segona categoria se centra en processos no socials o generals (les funcions executives com la memòria de treball, la planificació, i la inhibició). En la seva revisió, Kenworthy afirma que «la controvèrsia de la disfunció executiva com a factor causant de l'autisme és controvertida», però «és evident que la disfunció executiva té un paper en els dèficits socials i cognitius observats en individus amb autisme».[140] Les proves de processos executius bàsics, com ara tasques de moviment ocular, indiquen una millora des de la infància fins a l'adolescència, però el rendiment mai arriba als nivells d'adults típics.[141] Un avantatge de la teoria és predir un comportament estereotipat i interessos limitats;[142] dues debilitats són que la funció executiva és difícil de mesurar[140] i que no s'han trobat en nens petits amb autisme els dèficits de la funció executiva.[67]

La teoria de coherència central dèbil planteja una capacitat limitada de veure la gran imatge subjacent a la pertorbació central de l'autisme. Una avantatge d'aquesta teoria és predir talents especials i pics de rendiment en persones autistes. Una teoria relacionada, el funcionament de la percepció millorada, se centra més en la localització orientada i les operacions de percepció en individus autistes. Una altra teoria, el monotropisme, afirma que l'autisme prové d'un estil cognitiu diferent, que tendeix a enfocar intensament l'atenció (o processant els recursos) o a excloure altres estímuls. Aquestes teories es relacionen bé amb la teoria de la subconnectivitat de l'autisme.
Cap d'aquestes categories és satisfactòria per sí sola; les teories de la cognició social descriuen malament les conductes limitades i repetitives de l'autisme, mentre que les teories no socials tenen dificultats per explicar les dificultats socials i les dificultats de comunicació. Pot resultar més útil una teoria combinada basada en múltiples dèficits.

## Diagnòstic
El diagnòstic es basa en la conducta, no en la causa o el mecanisme. Segons el DSM-5, l'autisme es caracteritza per dèficits persistents en la comunicació social i la interacció en múltiples contextos, així com patrons de conductes repetitives i interessos o activitats limitades. Aquests dèficits estan presents a la primera infància, generalment abans dels tres anys, i condueixen a un deteriorament funcional clínicament significatiu. Els símptomes de la mostra inclouen la manca de reciprocitat social o emocional, l'ús estereotipat i repetitiu del llenguatge o el llenguatge idiosincràtic, i la preocupació persistent amb objectes insòlits. No es necessari que el trastorn sigui compatible amb la síndrome de Rett, la discapacitat intel·lectual o el retard global del desenvolupament. El CIM-10 utilitza essencialment la mateixa definició.
Hi ha disponibles diversos instruments de diagnòstic. Habitualment s'utilitzen dos en la recerca d'autisme: l'entrevista diagnòstica d'autisme revisada (Autism Diagnostic Interview-Revised, ADI-R) (una entrevista semiestructurada amb els pares), i la programa d'observació de diagnòstic d'autisme (Autism Diagnostic Observation Schedule, ADOS) (una conversa i una entrevista basada en el joc amb el nen). S'utilitza àmpliament en entorns clínics l'escala de valoració de l'autisme infantil (Childhood Autism Rating Scale, CARS) per avaluar la gravetat de l'autisme basada en l'observació dels nens. També es pot utilitzar l'entrevista diagnòstica per als trastorns socials i de la comunicació (Diagnostic interview for social and communication disorders, DISCO).
Normalment, un pediatre fa una investigació preliminar prenent la història del desenvolupament i examinant físicament al nen. Si es justifica, el diagnòstic i les avaluacions es duen a terme amb l'ajuda d'especialistes en TEA, observant i avaluant factors cognitius, de comunicació, familiars i altres, utilitzant eines estandarditzades i tenint en compte les condicions mèdiques associades. Sovint es demana a un neuropsicòleg pediàtric que avaluï el comportament i les habilitats cognitives, tant per ajudar el diagnòstic com per ajudar a recomanar intervencions educatives. Un diagnòstic diferencial per al TEA en aquesta etapa també podria tenir en compte la discapacitat intel·lectual, el deteriorament auditiu i un deteriorament específic del llenguatge com la síndrome de Landau-Kleffner. La presència de l'autisme pot dificultar el diagnòstic de trastorns psiquiàtrics, com ara la depressió.
Sovint, les avaluacions genètiques mèdiques es fan quan es diagnostica el TEA, especialment quan altres símptomes ja suggereixen una causa genètica. Encara que la tecnologia genètica permet que els genetistes mèdics vinculin un 40% dels casos estimats a causes genètiques, les pautes de consens als Estats Units d'Amèrica i al Regne Unit es limiten a proves de cromosomes d'alta resolució i de X fràgil. S'ha proposat un diagnòstic d'un primer apropament de genotip, que avaluaria rutinàriament el nombre de variacions de la còpia del genoma. A mesura que es desenvolupen noves proves genètiques, sorgeixen diversos temes ètics, legals i socials. La disponibilitat comercial de les proves ha de precedir d'una comprensió adequada de com interpretar els resultats de les proves, donada la complexitat de la genètica de l'autisme. Les proves metabòliques i de neuroimatge solen ser útils, però no són rutinàries.
A vegades, el TEA pot ser diagnosticat amb 14 mesos d'edat, tot i que el diagnòstic es fa cada vegada més estable durant els primers tres anys de vida: per exemple, una persona d'un any que compleix els criteris del diagnòstic del TEA té menys probabilitats que un de tres anys de continuar complint els requisits uns quants anys més tard. Al Regne Unit, el Pla Nacional d'Autisme per a nens recomana com a màxim 30 setmanes per a tenir el primer diagnòstic complet i l'avaluació, tot i que es manegen pocs casos tan ràpidament a la pràctica. Encara que els símptomes de l'autisme i el TEA comencen a principis de la infància, de vegades desapareixen; anys més tard, els adults poden demanar diagnòstics que els ajudin o els seus amics i familiars entenguin, els ajudin a la seva feina a fer ajustaments, o en alguns casos, per reclamar subsidis per a invalidesa o altres beneficis. Les nenes solen ser diagnosticades més tard que els nois.
El diagnòstic per defecte i el diagnòstic per excés són problemes en casos marginals, i gran part de l'augment recent del nombre de casos de TEA es deu probablement als canvis en les pràctiques diagnòstiques. La creixent popularitat de les opcions de tractament amb drogues i l'augment dels beneficis que fan que els proveïdors donin incentius per diagnosticar TEA, provoca un diagnòstic per excés dels nens amb símptomes incerts. Per contra, el cost de la detecció i el diagnòstic, i el la possibilitat d'obtenir subsidis poden inhibir o retardar el diagnòstic. És especialment difícil diagnosticar l'autisme entre persones amb discapacitat visual, en part perquè alguns dels seus criteris diagnòstics depenen de la visió, i en part perquè els símptomes de l'autisme s'oculten amb els de la ceguesa comuna o deficiència visual.

## Epidemiologia
Les revisions més recents tendeixen a estimar una prevalença de 1-2 per 1.000 per a l'autisme i prop de 6 per 1.000 per al TEA, i 11 per 1000 de nens als Estats Units per TEA al 2008; a causa de dades inadequades, aquests números poden subestimar el percentatge real del TEA. A nivell mundial, l'autisme afectava aproximadament 24,8 milions de persones al 2015, mentre que la síndrome d'Asperger afectava altres 37,2 milions. El 2012, el NHS va estimar que la prevalença general d'autisme entre adults majors de 18 anys al Regne Unit era de l'1,1%. Les taxes de PDD-NOS s'han estimat en 3,7 per 1.000, la síndrome d'Asperger en aproximadament 0,6 per cada 1,000 i el trastorn desintegratiu infantil (TDI) en 0,02 per cada 1,000. L'estimació més recent del TDI és que 1 de cada 68 nens, o 14,7 per cada 1,000, tenia un TEA el 2010.

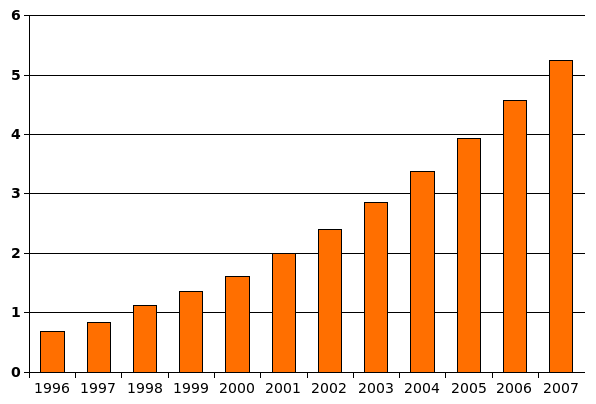
Els informes de casos d'autisme per cada 1.000 nens van créixer dramàticament als Estats Units entre el 1996 i el 2007. Es desconeix si el creixement prové dels canvis del diagnòstic de l'autisme

El nombre de casos informats d'autisme va augmentar de forma espectacular a la dècada del 1990 i al començament de la dècada del 2000. Aquest augment es deu principalment a canvis en les pràctiques de diagnòstic, patrons de referència, disponibilitat de serveis, edat en el diagnòstic i consciència pública, tot i que no es pot descartar un factor de risc ambiental no identificat. L'evidència disponible no descarta la possibilitat que la autèntica prevalença de l'autisme hagi augmentat; un augment real suggeriria dirigir més atenció i finançament per canviar els factors ambientals en lloc de seguir centrant-se en la genètica.
Els nens tenen un risc més alt de tenir un TEA que les noies. La proporció de sexes és de 4,3:1 i es modifica considerablement per deteriorament cognitiu: pot ser propera a 2:1 amb discapacitat intel·lectual i més de 5,5:1 sense. S'han investigat diverses teories sobre la major prevalença en els homes, però la causa de la diferència no està confirmada; una teoria és que les dones estan menys diagnosticades.
Encara que l'evidència no implica cap factor de risc relacionat amb l'embaràs com a causa de l'autisme, el risc d'autisme s'associa amb l'edat avançada en els pares i amb la diabetis, sagnat i l'ús de fàrmacs psiquiàtrics per part de la mare durant l'embaràs. El risc és més gran amb els pares d'edat avançada que amb mares d'edat avançada; dues explicacions potencials són l'augment conegut de la càrrega de mutació en els espermatozoides més vells i la hipòtesi que els homes es casen més tard si porten els gens i mostren alguns signes d'autisme. La majoria dels professionals creuen que la raça, l'origen ètnic i el context socioeconòmic no afecten l'aparició de l'autisme.
Altres diverses afeccions són freqüents en nens amb autisme. Inclouen:
- Alteració genètica. Al voltant del 10-15% dels casos d'autisme tenen una condició mendeliana (només un gen) identificable, anomalia cromosòmica o d'altres síndromes genètics,[170] i el TEA s'associa a diversos trastorns genètics.[171]
- Discapacitat intel·lectual. Entre un 25% i 70% d'individus autistes també compleixen els criteris de la discapacitat intel·lectual, una àmplia variació que il·lustra la dificultat d'avaluar la intel·ligència de les persones en l'espectre autista.[172] En comparació, l'associació del PDD-NOS amb la discapacitat intel·lectual és molt més feble,[173] i per definició, el diagnòstic d'Asperger exclou la discapacitat intel·lectual.[174]
- Els trastorns d'ansietat són freqüents entre els nens amb TEA; no hi ha dades sòlides, però els estudis han informat de prevalences que oscil·len entre l'11% i el 84%. Molts trastorns d'ansietat presenten símptomes que són més ben explicats pel mateix TEA, o que són difícils de distingir dels símptomes del TEA.[175]
- Epilèpsia, amb variacions en el risc d'epilèpsia a causa de l'edat, el nivell cognitiu i el tipus de trastorn del llenguatge.[176]
- Diversos errors congènits del metabolisme, com la fenilcetonúria, estan associats amb símptomes autistes.[123]
- Les anomalies físiques menors augmenten significativament en la població autista.[177]
- Diagnòstics preventius. Tot i que el DSM-IV descarta el diagnòstic concurrent de moltes altres afeccions juntament amb l'autisme, els criteris complets per al trastorn per dèficit d'atenció amb hiperactivitat (TDAH), la síndrome de Tourette i altres condicions semblants solen estar presents, i aquests diagnòstics comorbids són cada vegada més acceptats.[178]
- Els problemes del son afecten prop de dos terços de les persones amb TEA en algun moment de la seva infància. Aquests problemes inclouen els símptomes d'insomni, com ara dificultats per dormir, despertar nocturns freqüents i despertar a la matinada. Els problemes del son estan associats a conductes difícils i estrès familiar, i sovint són un focus d'atenció clínica per sobre del diagnòstic primari del TAE.[179]

## Prevenció
Tot i que la infecció per rubèola durant l'embaràs causa menys del 1% dels casos d'autisme, la vaccinació contra la rubèola pot prevenir molts d'aquests casos.

## Detecció
El 2016, el Grup de Tasques de Serveis Preventius dels Estats Units (United States Preventive Services Task Force, USPSTF) no tenia clar si les proves de detecció eren beneficioses o nocives entre els nens que no tenen problemes. La pràctica japonesa consisteix a fer un seguiment de tots els nens amb TEA entre els 18 i 24 mesos, utilitzant proves específiques de detecció de l'autisme. Per contra, al Regne Unit, els nens que tenen familiars o metges capaços de reconèixer els possibles signes d'autisme els donen a conèixer. No se sap quin enfocament és més eficaç. Les eines de detecció inclouen la llista de verificació modificada per a autisme en nens petits (Modified Checklist for Autism in Toddlers, M-CHAT), el qüestionari d'examen precoç de les característiques autistes (Early Screening of Autistic Traits Questionnaire, ESATQ) i l'inventari del primer any (First Year Inventory); les dades inicials sobre M-CHAT i el seu predecessor, la llista de verificació per a autisme en nens petits (Checklist for Autism in Toddlers, CHAT), suggereixen que és el millor utilitzar un entorn clínic en nens d'entre 18 i 30 mesos, i que té una baixa sensibilitat (molts falsos negatius) però bona especificitat (pocs falsos positius). Es pot ser més precís si es precedeix aquestes proves amb un analitzador de banda ampla que no distingeixi el TEA d'altres trastorns del desenvolupament. Les eines de selecció s'han de dissenyar per a les normes de comportament d'una cultura, com el contacte visual que pot ser ofensiu per a una cultura diferent. Malgrat que generalment no es practica la detecció genètica de l'autisme, es pot considerar en alguns casos, com els nens amb símptomes neurològics i dismòrfia corporal.
Existeixen tres comportaments diferents que caracteritzen l'autisme. Els nens autistes tenen dificultats per interaccionar socialment, pateixen problemes de comunicació verbal i no verbal, i mostren comportaments repetitus o interessos limitats o obsessius. Aquests comportaments poden variar quant al seu impacte, és a dir, des d'un trastorn lleu fins a un que pot arribar a ser discapacitant. La característica distintiva de l'autisme és una escassa interacció social. Freqüentment, són els pares els primers a advertir els símptomes en els seus fills. Des d'etapes primerenques, com la lactància, un nadó amb autisme no pot respondre a la presència d'altres persones o concentrar-se en un objecte, excloent els altres, durant llargs períodes. Un nen autista pot, aparentment, tenir un desenvolupament normal i després replegar-se i tornar-se indiferent al contacte social.
Al voltant de la meitat dels pares de nens amb TEA s'adonen dels comportaments poc freqüents dels seus fills a partir dels 18 mesos d'edat, i 4/5 dels pares a partir dels 24 mesos d'edat. Segons un article, el fet d'informar de l'aparició dels següents signes «és una indicació absoluta per continuar amb les avaluacions posteriors. El retard en la derivació d'aquestes proves pot retardar el diagnòstic i el tractament precoç i afectar el resultat a llarg termini».

### Primers mesos de vida
Els nens neixen ja amb algunes habilitats. Els agrada mirar les cares, imitar, presenten certa sincronia motora i un plor que resulta informatiu del que els passa. Es diu que els nens petits són «comunicatius abans que intencionals» i són socials per naturalesa. Els nens abans de nou mesos ja poden seguir la mirada de la seva mare.
En aquestes edats tan primerenques ja poden aparèixer els primers signes propis de l'autisme. Els més primerencs són el pobre contacte ocular (un contacte visual reduït), el somriure és escàs, no responen al seu nom, no hi ha un seguiment visual... sovint són nens «molt tranquils» i «no demandants».
Més endavant apareixen signes com la no imitació o simbolització (donar menjar als pares, a les nines, posar-los a dormir...), l'absència d'atenció compartida (per exemple, el gaudir que un conte es llegeixi amb la mare o el pare), l'absència de joc amb els altres (compartir amb altres nens) o el dedicar poques mirades a les persones.
Es tracta d'uns dèficits primerencs que persisteixen en el temps, probablement perquè tenen a veure amb l'aprenentatge social que està alterat.

### Entre els 18 i els 36 mesos d'edat
Entre els 18 i 36 mesos d'edat es poden percebre signes com:
- Sordesa aparent, no respon quan se'l crida o quan s'interactua amb ell. Sembla que sent algunes coses i d'altres que no.
- No persegueix per la casa als membres de la família ni alça els braços quan està al bressol perquè l'agafin. Sembla que els ignori.
- Quan se l'agafa del bressol o del parc no somriu ni s'alegra de veure a l'adult.
- No assenyala amb el dit i mira a l'adult per comprovar que aquest està també mirant on assenyala.
- No assenyala amb el dit per compartir experiències ni per demanar.
- Té dificultats amb el contacte ocular, gairebé mai no ho fa, i quan mira hi ha vegades que sembla que «travessi amb la mirada» com si no hi hagués ningú davant.
- No mira les persones ni allò que estan fent.
- Quan cau no plora ni busca consol.
- És excessivament independent.
- Reacciona desproporcionadament a alguns estímuls (és molt sensible a alguns sons o textures).
- No reacciona quan se'l crida pel nom.
- Prefereix jugar tot sol.
- No diu adéu.
- No sap jugar amb les joguines.

### A partir dels 36 mesos
- Tendeix a ignorar els nens de la seva edat, no juga amb ells ni busca interacció.
- Presenta un joc repetitiu i utilitza objectes i jocs de manera inapropiada; com per exemple gira constantment els objectes, juga amb trossets de paper davant els ulls, alinea objectes,...
- Pot presentar moviments o moviments repetitius com aleteig de les mans, petits salts, balanceig, caminar de puntetes,...
- Absència de llenguatge, o aquest és repetitiu i sense significat aparent, amb to de veu inapropiat. No diu coses que abans deia.
- No existeix la imitació.
- Evita la mirada i el contacte.
- Sembla estar còmode quan estar sol i té problemes per acceptar canvis en la rutina.
- Té un afecte inusual a certs objectes.
- Té moltes rebequeries.
- Viu en el seu món.

En cas de presentar uns dels següents símptomes, és necessari consultar amb l'especialista:
- No balboteja o no fa gestos d'interacció (assenyalar, agitar, etc.) amb 12 mesos.
- No diu paraules aïllades amb 16 mesos.
- No diu frases completes (espontani, no només eclolàlic) amb 24 mesos.
- Qualsevol regressió o pèrdua d'habilitats adquirides (llenguatge, habilitats socials) a qualsevol edat.

### Inici de l'etapa escolar
Una vegada l'infant comença l'escola, aquest necessita ser assessorat correctament, ja que el seu pensament és molt rígid, té una extrema sensibilitat i una dificultat per percebre el món emocional ja siguin sensacions negatives, com la tristesa, o positives, com l'alegria.
El tracte adequat pot ser un dels tractaments que aquest nen/a pot tenir.

## Tractament

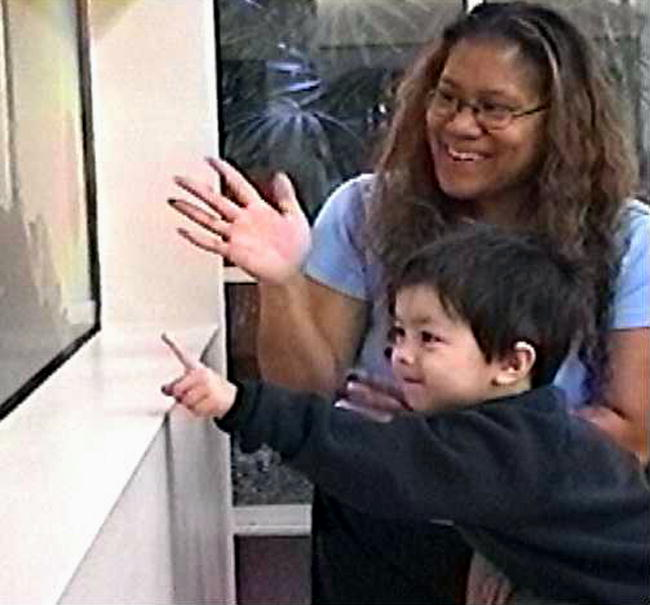
Un nen autista de tres anys apunta amb el dit als peixos d'un aquari, com a part d'un experiment sobre l'efecte de la formació intensiva d'atenció compartida sobre el desenvolupament del llenguatge.

Actualment no existeix cura per a l'autisme. Les teràpies i intervencions conductuals estan dissenyades per remeiar símptomes específics i poden atorgar una millora substancial. Els principals objectius per tractar nens amb autisme són disminuir els dèficits associats i l'angoixa familiar, i augmentar la qualitat de vida i la independència funcional. En general, els coeficients intel·lectuals superiors estan correlacionats amb una major capacitat de resposta al tractament i millors resultats del tractament. Cap tractament únic és millor, i normalment el tractament s'adapta a les necessitats dels nens. Les famílies i el sistema educatiu són els principals recursos per al tractament. Els estudis d'intervencions tenen problemes metodològics que eviten conclusions definitives sobre l'eficàcia, però s'ha avançat en els últims anys el desenvolupament d'intervencions basades en l'evidència.
Encara que moltes intervencions psicosocials presenten alguna evidència positiva, la qual cosa suggereix que qualsevol forma de tractament és preferible a cap tractament, la qualitat metodològica de les revisions sistemàtiques d'aquests estudis ha sigut generalment pobres, els seus resultats clínics són principalment provisionals, i hi ha poca evidència per al familiar de l'efectivitat de les opcions de tractament.
Els programes d'educació especial intensius i sostinguts, i la teràpia conductual a principis de la vida, poden ajudar els nens a adquirir habilitats d'autoocupació, socials i de treball, i sovint milloren el funcionament i disminueixen la gravetat dels símptomes i els comportaments no adaptatius; afirma que la intervenció als tres anys és fonamental però no està demostrada. Els enfocaments disponibles inclouen l'anàlisi de comportament aplicat (Applied Behaviour Analysis, ABA), els models de desenvolupament, l'ensenyament estructurat, la logopèdia, la teràpia d'habilitats socials i la teràpia ocupacional. Entre aquests enfocaments, les intervencions tracten exhaustivament les característiques autistes, o focalitzen el tractament en una àrea específica de dèficit.
Hi ha alguna evidència que la intervenció conductual intensiva primerenca (Early Intensive Behavioral Intervention, EIBI), un model d'intervenció primerenca basat en l'ABA de 20 a 40 hores setmanals durant diversos anys, és un tractament efectiu per a alguns nens amb TEA. Dos marcs teòrics esbossats per a la intervenció durant la primera infància inclouen l'anàlisi de comportament aplicat (ABA) i els models de desenvolupament social pragmàtics (Developmental Social Pragmatic, DSP). Una estratègia d'intervenció utilitza un model d'entrenament per als pares, que ensenya als pares com implementar diverses tècniques d'ABA i de DSP, que permeten que els pares difonguin les pròpies intervencions. S'han desenvolupat diversos programes de DSP per a aplicar explícitament sistemes d'intervenció implementats a casa dels pares. Malgrat el recent desenvolupament dels models de formació dels pares, aquestes intervencions han demostrat ser efectives en nombrosos estudis, avaluant-se com un possible tractament eficaç.

### Educació
Les intervencions educatives poden ser efectives en diversos graus en la majoria dels nens; el tractament d'EIBI ha demostrat una eficàcia en la millora del funcionament global dels nens en edat preescolar i està ben establert per millorar el rendiment intel·lectual dels nens petits. De la mateixa manera, la intervenció implementada per professors que utilitza un ABA combinat amb un enfocament pragmàtic social del desenvolupament s'ha trobat com un tractament ben establert per millorar les habilitats de comunicació social en nens petits, tot i que hi ha menys evidències en el tractament dels símptomes globals.
Sovint, els informes neuropsicològics estan mal divulgats entre els educadors, cosa que provoca una bretxa entre el que recomana un informe i l'educació. No se sap si els programes de tractament per a nens condueixen a millores significatives després que els nens creixin, i la limitada investigació sobre l'efectivitat dels programes residencials per a adults mostra resultats mixtos.
La idoneïtat d'incloure nens amb diferents graus de severitat del TEA en la població d'educació general és un tema actual de debat entre educadors i investigadors.

### Medicació
Actualment no existeix cap medicament que resolgui satisfactòriament el problema de l'autisme. De fet, encara no hi ha cura per l'autisme i els símptomes no desapareixen amb el creixement de l'infant. Tot i així, hi ha disponibles uns tractaments que poden ajudar a les persones amb autisme i a les seves famílies a portar una vida més normal. Només en alguns casos determinats es poden utilitzar els neurolèptics per reduir simptomatologies que poguessin suposar un perill per al nen o per als altres. Aquests són casos en què el nen es colpeja amb força i de manera repetida el seu cap contra objectes contundents, arremet a altres nens inesperadament, es mossega els dits... En aquests casos en concret, els neurolèptics disminueixen els nivell d'angoixa, d'agressivitat, d'excitabilitat i possibiliten l'abordatge psicoterapèutic dels problemes que sorgeixen d'aquests símptomes.
Molts medicaments s'utilitzen per tractar els símptomes del TEA que interfereixen en la integració d'un nen a casa o a l'escola quan la teràpia conductual falla. Més de la meitat dels nens dels Estats Units d'Amèrica diagnosticats amb TEA prenen medicaments psicòtrops o anticonvulsius (per a tractar les convulsions) prescrits, i les classes de medicaments més comuns són antidepressius (per controlar símptomes d'ansietat, depressió o alguns trastorn obsessivocompulsiu), estimulants (com els que prenen els nens amb dèficit d'atenció, a vegades s'utilitzen de manera efectiva per ajudar a disminuir la impulsivitat i hiperactivitat) i antipsicòtics (per tractar greus malalties conductuals). S'ha trobat que els antipsicòtics, com ara la risperidona i l'aripiprazol, són útils per tractar la irritabilitat, la conducta repetitiva i l'insomni que sovint es produeix amb l'autisme, però els seus efectes secundaris s'han de sospesar amb els seus beneficis potencials, i les persones amb autisme poden respondre atípicament.
Hi ha escasses investigacions fiables sobre l'efectivitat o la seguretat dels tractaments farmacològics per a adolescents i adults amb TEA. Cap medicació coneguda alleuja els símptomes bàsics d'autisme de les deficiències socials i de la comunicació. Els experiments amb ratolins han invertit o reduït alguns símptomes relacionats amb l'autisme, substituint o modulant la funció genètica, suggerint la possibilitat d'orientar les teràpies a mutacions rares específiques conegudes per causar autisme.
En el cas d'utilitzar fàrmacs, s'ha de tenir un profund coneixement d'aquests, de l'infant a qui se li administren i s'han de controlar freqüentment les seves repercussions i incidències. Tot i que no existeix cap substància que generi millores clares en els símptomes bàsics de l'autisme, s'han provat diverses substàncies com a tractaments. També es poden utilitzar diferents tipus de dietes com a tractament, però com que cada nen és únic, cada tractament serà individual.

### Teràpies
La teràpia de l'autisme té com a finalitat tornar conscient, actiu i real aquell sentit de ser que l'autista percep en si mateix de forma no gaire clara, deformada i indesxifrable. Amb aquestes teràpies les persones afectades d'autisme busquen la seva pròpia individualitat, llibertat i independència.
- Modificacions de la conducta: és un programa basat a entrenar el nen a comportar-se de la manera més apropiada i millor socialment.
- Teràpia ocupacional: és la disciplina sociosanitària que avalua la capacitat de les persones per dur a terme les activitats de la vida quotidiana i intervé quan aquesta capacitat està en risc o es troba afectada per qualsevol tasca.
- Teràpia d'integració sensorial: és un mètode per ajudar els autistes amb hipersensibilitat en els cinc sentits que consisteix a aplicar experiències sensorials diferents com poden ser tècniques de balanceig, rodaments, voltes, salts, etc.
- Teràpia d'integració auditiva: és un mètode que modifica la sensibilitat de les persones als sons de diferents freqüències. Va ser desenvolupat per combatre l'aparició d'algun tipus de sordesa, però va ser aplicat a una nena autista i la va curar.
- Musicoteràpia: és la utilització de la música per aconseguir objectius terapèutics com la restauració, el manteniment i la millora de la salut mental i física. És l'aplicació sistemàtica de la música, per part d'un musicoterapeuta, per tal de facilitar canvis en la conducta del pacient. Aquests canvis ajuden que l'autista s'entengui millor a si mateix i comprengui el seu propi món, arribant així adaptar-se millor a la societat.
- Zooteràpia (dofinoteràpia, equinoteràpia…): és una metodologia que involucra als animals en la prevenció i el tractament de patologies humanes, tant físiques com psíquiques. L'explicació d'aquest fenomen està en el sistema nerviós central, que regula el component emocional de la nostra conducta. En aquest sentit, el contacte amb la natura i amb els animals allibera endorfines, hormones que generen sensacions de tranquil·litat. En el cas dels nens autistes, el contacte que poden tenir amb gossos pot ser molt beneficiós pel seu desenvolupament, atès que treuen al nen de la seva passivitat i s'aconsegueix estimular la sociabilitat i la consciència de l'existència d'algú altre en el nen.
- Psicoteràpia (individual o en grup): és un procés de comunicació entre un psicoterapeuta, la persona entrenada per avaluar i generar canvis, i una persona que acudeix en la seva ajuda per millorar algun aspecte de la seva vida.

### Altres mètodes
- Mètode TEACCH (Treatment and Education of Autistic and related Communication handicapped Children): està basat en la comunicació visual per mitjà d'imatges i símbols que representen conceptes o paraules i ha estat utilitzat principalment en el sistema escolar per a l'educació especial de diversos estats dels Estats Units d'Amèrica. És una excel·lent opció per treballar amb els nens una vegada estan sota control instruccional i fixen la seva atenció.
- Mètode PECS (Picture Exchange Comunication System): és una mètode de comunicació visual i de lectura-escriptura que ha estat aplicat amb bastant èxit en alguns estats d'Amèrica.
- Instrucció de les habilitats socials i mitjançant el llenguatge verbal de les regles socials no escrites i els gestos corporals que s'utilitzen durant la conversació i la interacció social.[202]

### Medicina alternativa
Encara que hi ha moltes teràpies alternatives i intervencions disponibles, pocs són recolzats per estudis científics. Els enfocaments de tractament tenen poc suport empíric en contextos de qualitat de vida, i molts programes se centren en mesures d'èxit que no tenen validesa predictiva i rellevància en el món real. L'evidència científica sembla menys important per als proveïdors de serveis que el màrqueting del programa, la disponibilitat de formació i les sol·licituds dels pares. Alguns tractaments alternatius poden posar en perill al nen. Un estudi de 2008 va trobar que, en comparació amb els seus companys, els nens autistes tenien els ossos significativament més prims si es tractava de dietes sense caseïna; el 2005, la teràpia de quelat va matar a un nen de cinc anys amb autisme. Hi ha hagut investigacions primerenques sobre els tractaments hiperbàrics en nens amb autisme.
Encara que s'utilitza popularment com a tractament alternatiu per a persones amb autisme, no hi ha cap bona evidència que una dieta sense gluten sigui beneficiosa. En el subconjunt de persones que tenen sensibilitat al gluten, hi ha proves limitades que suggereixen que una dieta sense gluten pot millorar alguns comportaments autistes.
El mètode Cease afirma tractar per via homeopàtica amb vacunes que suposadament provoquen l'autisme diluïdes en aigua. El creador afirma haver tractat amb èxit més de 300 nens amb aquest mètode.

### Cost
El tractament és car; els costos indirectes són encara més. Un estudi estatunidenc va estimar que per a algú nascut l'any 2000 tenia un cost mitjà de vida de 4,2 milions de dòlars (valor actual net en 2017 dòlars, ajustat a la inflació a partir de l'estimació de 2003), amb al voltant del 10% d'atenció mèdica, 30% d'educació addicional i altres cures, i 60% de pèrdua de productivitat econòmica.
Els programes amb finançament públic són sovint insuficients o inadequats per a un nen determinat, i les despeses mèdiques o de teràpia no reemborsades de la seva butxaca estan associades a probabilitats de problemes financers familiars. Un estudi del 2008 als Estats Units d'Amèrica va trobar una pèrdua mitjana anual del 14% dels ingressos en famílies de nens amb TEA, i un estudi relacionat va trobar que el TEA s'associa amb una major probabilitat que els problemes de cura dels fills afectin molt l'ocupació parental. Als Estats Units cal cada vegada més una assegurança mèdica privada per cobrir els serveis d'autisme, canviant els costos dels programes d'educació finançats públicament per a l'assegurança mèdica amb finançament privat. Després de la infància, els problemes clau del tractament inclouen l'atenció residencial, la capacitació laboral i l'ocupació, la sexualitat, les habilitats socials i la planificació patrimonial.

## Pronòstic
Actualment, l'autisme no té cura coneguda. Els nens es recuperen ocasionalment, de manera que perden el diagnòstic del TEA; això passa de vegades després d'un tractament intensiu i de vegades no. No se sap amb quina freqüència passa la recuperació; les taxes informades en mostres no seleccionades de nens amb TEA han variat del 3% al 25%. La majoria dels nens amb autisme adquireixen el llenguatge als cinc anys o menys, tot i que alguns han desenvolupat habilitats de comunicació en anys posteriors. La majoria dels nens amb autisme no tenen suport social, relacions significatives, oportunitats laborals futures o autodeterminació. Encara que les dificultats bàsiques tendeixen a persistir, els símptomes sovint es tornen menys greus amb l'edat.
Pocs estudis d'alta qualitat tenen en compte el prognosi a llarg termini. Alguns adults mostren una modesta millora en les habilitats comunicatives, però algunes disminueixen; cap estudi s'ha centrat en l'autisme després dels quaranta anys. L'adquisició del llenguatge abans dels sis anys, amb un coeficient intel·lectual superior a 50,i tenint una habilitat vendible, tothom preveu millors resultats; la vida independent no és probable amb autisme sever. La majoria de les persones amb autisme s'enfronten a obstacles importants en la transició a l'edat adulta.

## Societat i cultura
L'aparició del moviment dels drets dels autistes ha servit d'intent d'animar la gent a ser més tolerant als autistes. A través d'aquest moviment, la gent espera que els altres pensin en l'autisme com una diferència en lloc d'una malaltia. Els defensors d'aquest moviment desitgen buscar «l'acceptació, no la cura». També hi ha hagut molts esdeveniments a nivell mundial que promouen l'autisme, com el Dia Mundial de Conscienciació sobre l'Autisme, el Light It Up Blue, el Diumenge autista, el Dia de l'Orgull Autista, l'Autreat i altres. També hi ha hagut moltes organitzacions dedicades a augmentar la consciència de l'autisme i els efectes que l'autisme té en la vida d'algú. Aquestes organitzacions inclouen Autism Speaks, National Autism Committee, Autism Society of America i molts altres.
Els investigadors de ciències socials han tingut un enfocament creixent en l'estudi dels autistes amb l'esperança d'aprendre més sobre «l'autisme com a cultura, comparacions transculturals ... i la recerca sobre els moviments socials». Els mitjans de comunicació han tingut una influència sobre com el públic percep als autistes. Rain Man, una pel·lícula que va guanyar 4 premis Oscar, incloent com a millor pel·lícula, mostra un personatge amb autisme que té increïbles talents i habilitats. Encara que molts autistes no tenen aquestes habilitats especials, hi ha algunes persones autistes que han tingut èxit en els seus camps.

## Video
- La meva vida als teus ulls (Autisme) (documental)